# Kumonosu-jō
Kumonosu-jō (蜘蛛巣城 Tron de sang) és una pel·lícula japonesa de 1957 coescrita i dirigida per Akira Kurosawa. És protagonitzada per Toshiro Mifune i Isuzu Yamada. La pel·lícula és una adaptació de l'obra Macbeth de William Shakespeare traslladada al Japó feudal, amb elements estilístics extrets del teatre nō. Kurosawa segueix en la línia a retratar el període de guerres civils de la història del Japó.
La pel·lícula es pot relacionar amb altres dues grans obres, el context històric de les quals comparteixen (encara que per descomptat amb una temàtica ben diferent): Els set samurais (Shichinin no Samurai) i La fortalesa amagada (Kakushi toride no san akunin).

## Argument
La pel·lícula narra la història de Washizu (Toshiro Mifune) qui, després d'una batalla que significa una victòria més per al seu senyor Tsuzuki (Takamaru Sasaki), troba, al costat del seu millor amic Miki (Minoru Chiaki), el futur en les paraules d'una bruixa (Chieko Naniwa), que li profetiza un futur de poder per a ell i el seu amic. Primer que Washizu serà el capità de la Fortalesa del Nord i després senyor de la Fortalesa del Bosc de les Teranyines. Per al seu amic que serà capità de la Primera Fortalesa i que el seu fill serà el senyor de la Fortalesa del bosc de les Teranyines. No esmenta que vindrà un futur banyat en sang. Quan els dos tornen a la propietat de Tsuzuki, se'ls recompensa amb tot el que l'esperit havia predit.
Motivat per les ànsies de poder de la seva esposa (Isuzu Yamada) inicià la traïció primer contra el seu senyor i després contra el seu amic i el fill d'aquest (Akira Kubo) que aconsegueix escapar als seus assassins i assetja el castell de les teranyines. Abans del setge, Washizu rep una altra visita de la bruixa que li pronostica, que no perdrà cap batalla fins que es mogui el bosc proper a la seva fortalesa. Durant el setge el bosc comença a moure's, i els seus homes el maten per por que es compleixi l'última profecia. En morir es descobreix que en realitat era un truc i eren els soldats, ocults sota els arbres, que movien les branques i semblava que el bosc caminava.

## Repartiment

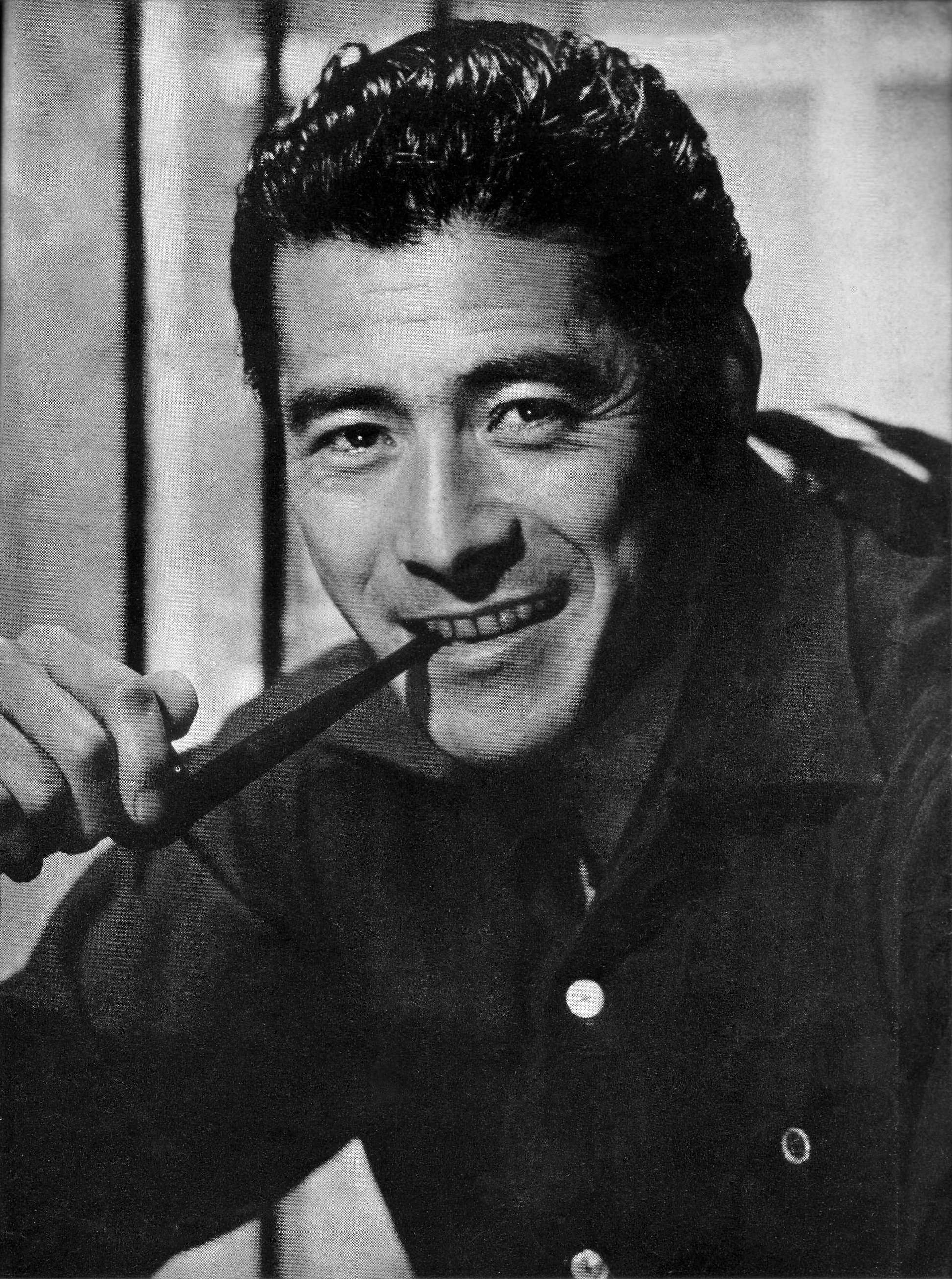
Toshiro Mifune stars as Washizu.

| Actor             | Personatge                                      | Analogia amb Macbeth |
| ----------------- | ----------------------------------------------- | -------------------- |
| Toshiro Mifune    | Washizu Taketoki (鷲津 武時)                    | Macbeth              |
| Isuzu Yamada      | Washizu Asaji (鷲津 浅茅)                       | Lady Macbeth         |
| Takashi Shimura   | Odakura Noriyasu (小田倉 則保)                  | Macduff              |
| Akira Kubo        | Miki Yoshiteru (三木 義照)                      | Fleance              |
| Hiroshi Tachikawa | Tsuzaki Kunimaru (都築 国丸)                    | Rei Duncan           |
| Minoru Chiaki     | Miki Yoshiaki (三木 義明)                       | Banquo               |
| Takamaru Sasaki   | Lord Tsuzuki Kuniharu (都築 国春)               | Malcolm              |
| Kokuten Kōdō      | Primer General                                  |                      |
| Ueda Kichijiro    | Treballador de Washizu                          |                      |
| Eiko Miyoshi      | Dama de companyia                               |                      |
| Chieko Naniwa     | Esperit de la teranyina d'aranya (物の怪の妖婆) | Tres bruixes         |

## Producció

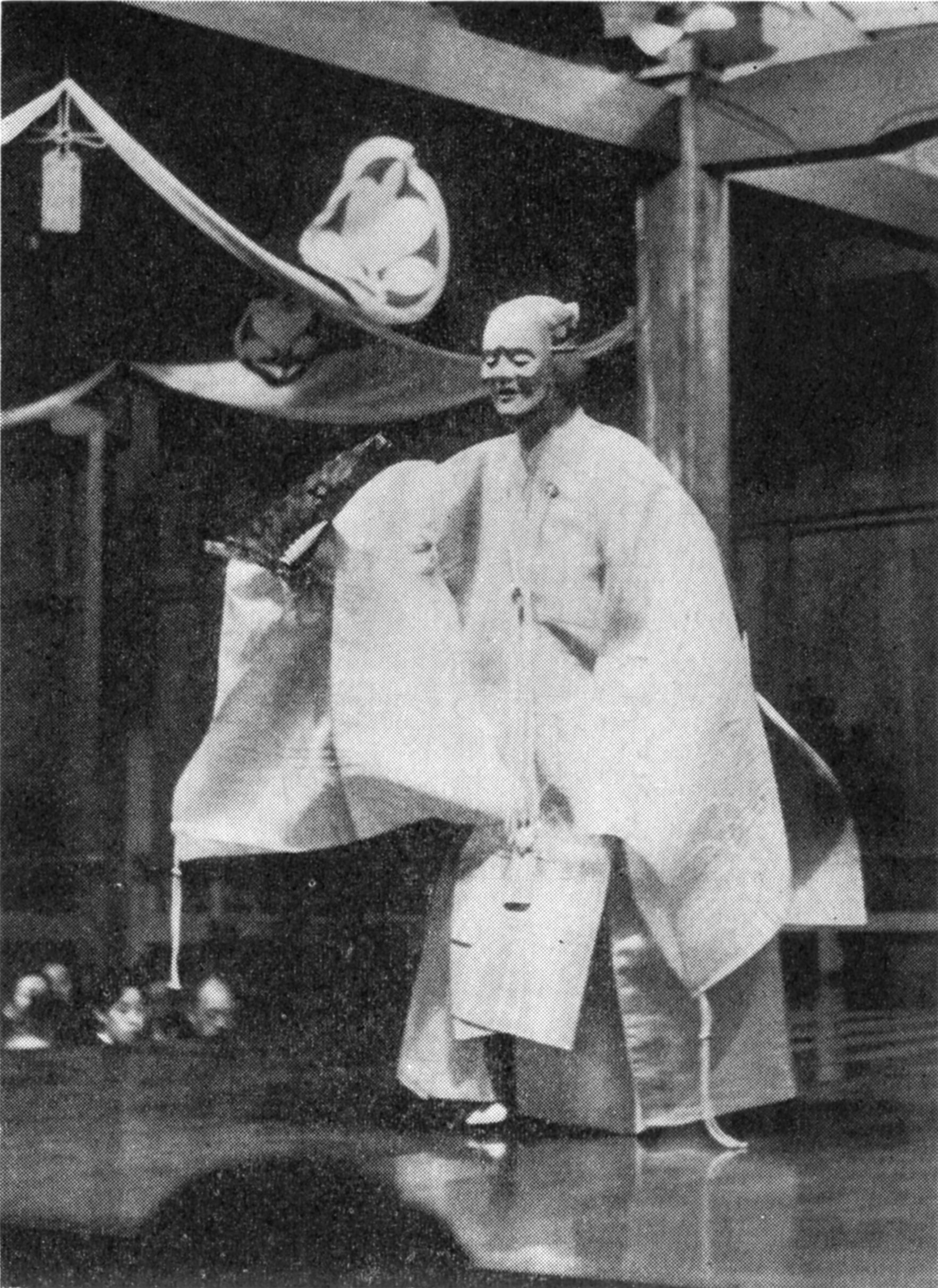
El teatre noh va influir en la pel·lícula.

Les obres de William Shakespeare havien estat llegides al Japó des de la restauració de Meiji el 1868, tot i que van ser prohibides durant la Segona Guerra Mundial per no ser japoneses. Kurosawa havia afirmat que tenia una admiració pel Macbeth de Shakespeare des de feia molt de temps, i havia imaginat de fer una pel·lícula basada en l'obra. Volia fer-la després de Rashōmon (1950), però va esperar-se un temps quan va saber que Orson Welles estrenava una pel·lícula sobre Macbeth.
Kurosawa creia que Escòcia i el Japó a l'edat mitjana van compartir problemes socials similars, i que aquests serien alliçonadors en l'actualitat. A més, Macbeth podria servir de narrativa complementària de la seva pel·lícula Ikiru de 1952.
La pel·lícula combina l'obra de Shakespeare amb l'estil del teatre noh. Kurosawa era un admirador del noh, que preferia sobre el kabuki. En particular, va voler incorporar els moviments corporals a l'estil del noh i en el disseny d'escenografies. El noh també fa ús de les màscares, i es veu l'esperit maligne, en diferents parts de la pel·lícula, amb cares que recorden a aquestes màscares, començant per yaseonna (senyora vella). El noh sovint posa l'accent en la doctrina budista de la impermanència. Això es relaciona amb la negació de la salvació de Washizu, amb el cor cantant que el seu fantasma encara es troba al món. L'ús de la partitura de la pel·lícula de flauta i tambor es dibuixa al noh.
Originalment, Kurosawa només planejava produir la pel·lícula i deixar el control a un altre director. No obstant això, Toho, en avaluar el pressupost i veure que la pel·lícula seria costosa, va insistir que Kurosawa la dirigís.

## Crítica
El 1961, la revista Time va elogiar Kurosawa i la seva pel·lícula com "un descens visual a l'infern de la cobdícia i la superstició". Bosley Crowther, crític de The New York Times, va considerar la idea d'un Shakespeare en japonès "divertida" i va felicitar la cinematografia. La majoria dels crítics van afirmar que eren imatges que omplien la bretxa deixada per la supressió de la poesia de Shakespeare. Els directors nord-americans Geoffrey Reeve i Peter Brook van considerar la pel·lícula com una obra mestra, però va negar que es tractés d'una pel·lícula de Shakespeare a causa de la llengua. Donald Richie va elogiar la pel·lícula com "una meravella perquè està feta amb molt poca cosa: boira, vent, arbres, boira".
La pel·lícula ha rebut elogis de la crítica literària malgrat les moltes llibertats que es prenen amb relació a l'obra original. El crític literari nord-americà Harold Bloom la va considerar com "la versió cinematogràfica més reeixida de Macbeth". Sylvan Barnet escriu que "Sense preocupar-se per la fidelitat a l'original", Kumonosu-jō és "molt més satisfactori" que la majoria de les pel·lícules sobre l'obra de Shakespeare.
En la seva 2015 Movie Guide (Guia de pel·lícules de 2015), Leonard Maltin va donar a la pel·lícula quatre estrelles, anomenant-la una "adaptació gràfica i poderosa". Actualment, Kumonosu-jō té una qualificació del 98% al lloc web Rotten Tomatoes, percentatge basat en 42 comentaris.